# Mary Tyler Moore
Mary Tyler Moore (Brooklyn, 29 dicembre 1936 – Greenwich, 25 gennaio 2017) è stata un'attrice statunitense.
Ottenne una candidatura all'Oscar alla miglior attrice per Gente comune di Robert Redford.

## Biografia
A 8 anni si trasferì in California, dove trascorse un'infanzia difficile, a causa dell'alcolismo della madre. Durante l'adolescenza le venne diagnosticato il diabete di tipo 1, malattia che la mise più volte a dura prova. Nel 1955 si diplomò in una scuola cattolica. 

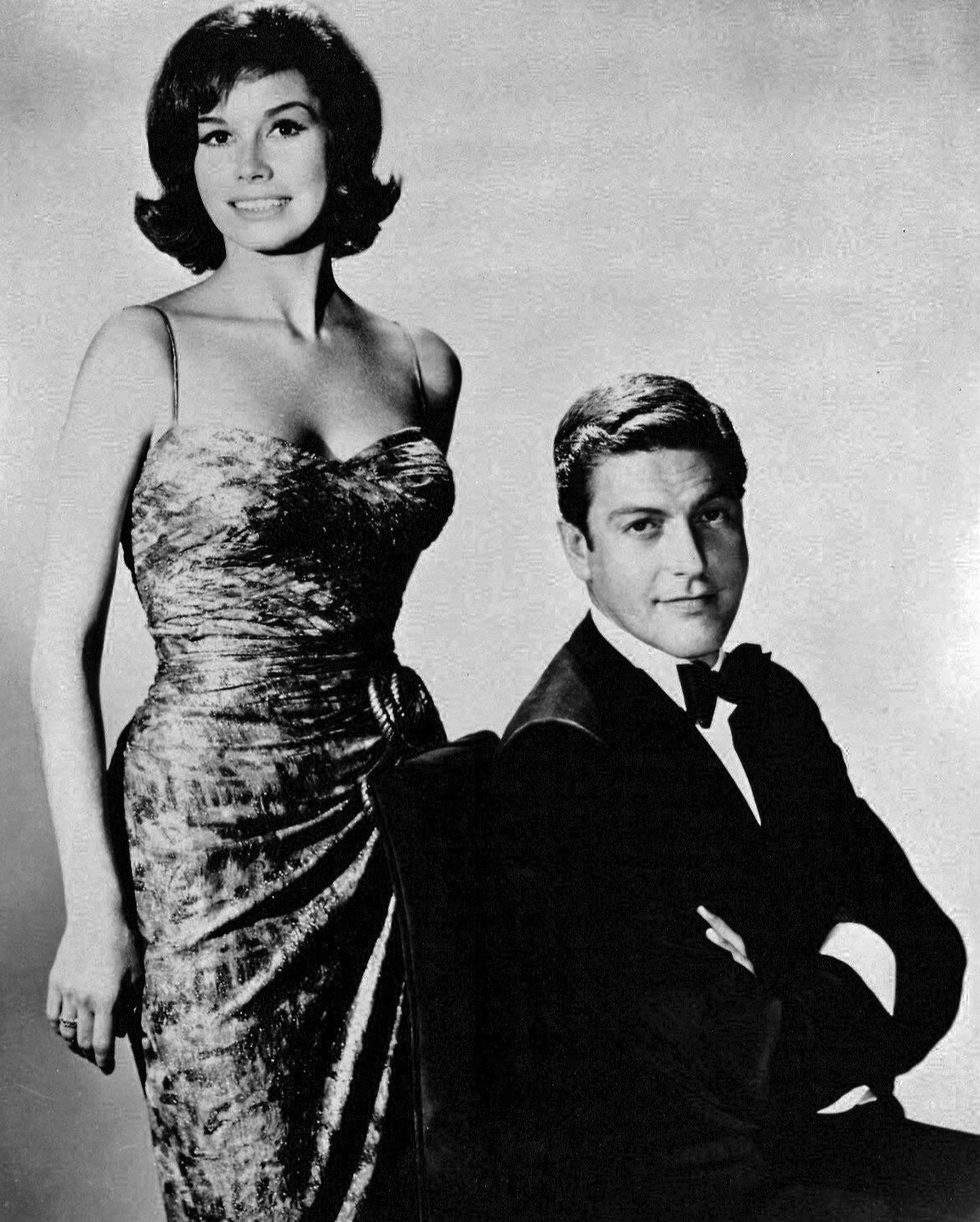
Mary Tyler Moore con Dick Van Dyke, 1966

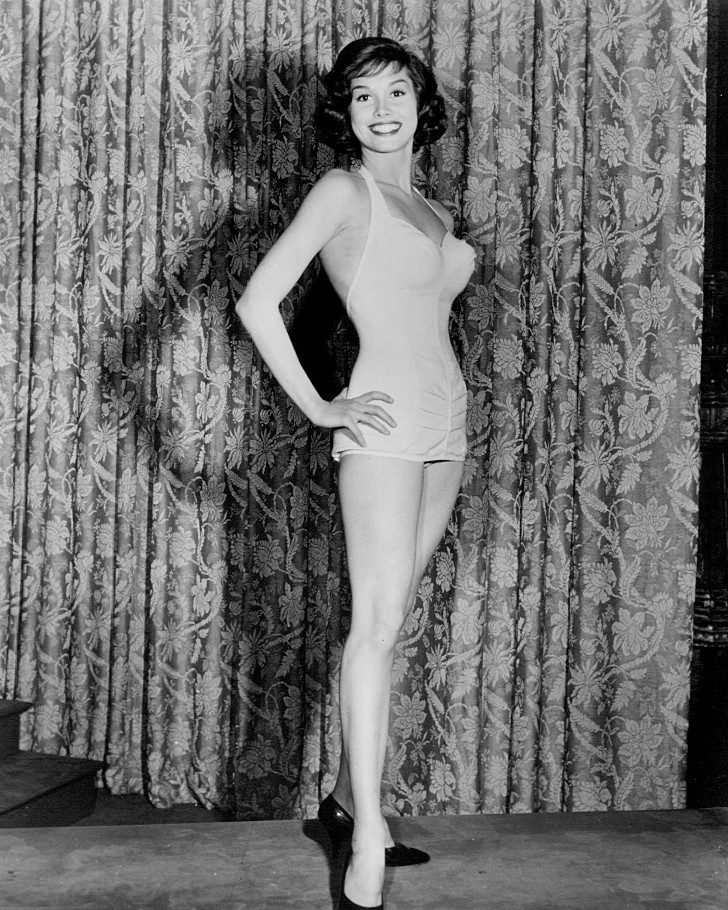
Mary Tyler Moore nella serie televisiva Johnny Staccato (1960)

Verso la fine degli anni cinquanta apparve in alcuni spot televisivi. Ottenne il suo primo successo nel ruolo di un'accattivante segretaria nella serie Richard Diamond (1957-1960), nonostante del suo personaggio si vedessero solo le gambe e si ascoltasse la voce. Notata da Dick Van Dyke, diventò sua partner nella serie The Dick Van Dyke Show (1961-1966), che le valse il successo.
Nel 1970 diventò la protagonista della fortunata sitcom Mary Tyler Moore, in cui interpretava un'indipendente donna single che si trasferiva a Minneapolis per iniziare una nuova vita dopo un rapporto sentimentale inconcludente. I temi anticonformisti trattati e l'ottima prova dell'attrice fecero di questa serie tv, durata fino al 1977, un classico che le fece guadagnare 4 premi Emmy. Lo stesso personaggio apparve poi in alcuni episodi delle serie spin-off Rhoda e Phyllis, nonché nel film TV Mary e Rhoda (2000).

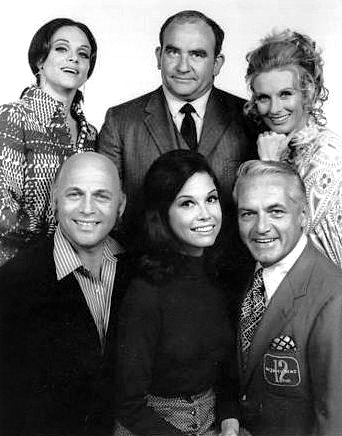
Il cast originale dello show Mary Tyler Moore (1970). In alto: Valerie Harper, Ed Asner, Cloris Leachman. In basso: Gavin MacLeod (Murray), Mary Tyler Moore, Ted Knight (Ted)

Dopo avere recitato in alcune commedie alla fine degli anni sessanta, con vario successo, tornò sul grande schermo nel 1980, rinnovando la sua popolarità con il ruolo della madre fredda e insensibile del personaggio interpretato da Timothy Hutton in Gente comune di Robert Redford, per cui si guadagnò una candidatura all'Oscar. Intanto dovette però far fronte a diversi problemi: l'alcolismo, l'aggravarsi del diabete, il divorzio e la tragica morte del figlio Richie. Riuscì comunque a riprendersi, continuando a lavorare con successo sia per la televisione che per il teatro, ottenendo un Tony Award per la sua interpretazione nel dramma Whose Life Is It Anyway?.
Risposatasi con Robert Levine, si dedicò con passione alla beneficenza per sostenere le persone affette da diabete di tipo 1.  Morì a 80 anni in un ospedale del Connecticut a causa di complicazioni legate a una grave polmonite.

## Vita privata
Nel 1955 sposò Dick Meeker, da cui ebbe il suo unico figlio, Richie. Dopo il divorzio, nel 1962 sposò Grant Tinker, un dirigente della CBS in seguito presidente della NBC. Nel 1969 essi formarono la compagnia di produzione televisiva MTM Enterprises, che creò e produsse le prime serie televisive, The Mary Tyler Moore Show. I due annunciarono la loro separazione nel 1979 e divorziarono due anni dopo.
Nei primi anni ottanta, l'attrice ebbe relazioni con Steve Martin e Warren Beatty.
Il 14 ottobre 1980, all'età di 24 anni, suo figlio Richard morì a causa di un colpo di arma da fuoco alla testa accidentalmente autoinflitto mentre maneggiava un fucile a canne mozze. Tale modello venne successivamente ritirato dal mercato a causa del grilletto troppo "sensibile". Tre settimane e mezzo prima, era uscito nelle sale il film Gente comune dove Mary Tyler Moore interpretava una madre che era in lutto per la morte accidentale di suo figlio.
Il 23 novembre 1983 sposò il cardiologo ventinovenne Robert Levine. I due si erano incontrati quando lui curava la madre dell'attrice a New York durante una visita a domicilio nel fine settimana, dopo che le due erano tornate da una visita in Vaticano dove avevano avuto un'udienza personale con Giovanni Paolo II. Mary Tyler Moore e Levine rimasero sposati per 34 anni fino alla morte di lei nel 2017.
Mary Tyler Moore lottò con la dipendenza da alcol per gran parte della sua vita, ma riuscì a smettere di bere dopo un ricovero presso il Betty Ford Center.

## Omaggi
- È citata nel noto brano Buddy Holly degli Weezer.

## Filmografia parziale

### Cinema
- Il leggendario X-15 (X-15), regia di Richard Donner (1961)
- Millie (Thoroughly Modern Millie), regia di George Roy Hill (1967)
- Per un corpo di donna (Don't Just Stand There), regia di Ron Winston (1968)
- Una meravigliosa realtà (What's So Bad About Feeling Good?), regia di George Seaton (1968)
- Change of Habit, regia di William A. Graham (1969)
- Gente comune (Ordinary People), regia di Robert Redford (1980)
- Niki, regia di Tony Bill (1982)
- Soltanto tra amici (Just Between Friends), regia di Allan Burns (1986)
- Amori e disastri (Flirting with Disaster), regia di David O. Russell (1996)
- Keys to Tulsa, regia di Leslie Greif (1997)
- Controcorrente (Against the Current), regia di Peter Callahan (2009)

### Televisione
- Bourbon Street Beat – serie TV, episodi 1x04-1x12 (1959)
- Indirizzo permanente (77 Sunset Strip) – serie TV, 3 episodi (1959-1960)
- Scacco matto (Checkmate) – serie TV, episodio 1x04 (1960)
- Johnny Staccato – serie TV, episodio 1x24 (1960)
- Ricercato vivo o morto (Wanted: Dead or Alive) – serie TV, episodio 3x05 (1960)
- Hawaiian Eye – serie TV, episodi 1x29-2x08-2x32-3x11 (1960-1961)
- Thriller – serie TV, episodi 1x11-2x27 (1960-1962)
- Surfside 6 – serie TV, episodio 1x25 (1961)
- The Aquanauts – serie TV, episodio 1x15 (1961)
- Lock-Up – serie TV, episodio 2x39 (1961)
- Carovana (Stagecoach West) – serie TV, episodio 1x30 (1961)
- Mary Tyler Moore – serie TV (1970-1977)
- Rhoda – serie TV (1974-1978)
- Phyllis – serie TV (1975-1977)
- Mary's Incredible Dream - special tv, regia di Eugene McAvoy e Jaime Rogers (1976)
- Mary e Rhoda – film TV (2000)
- Un bianco Natale a Beverly Hills (Snow Wonder), regia di Peter Werner – film TV (2005)

## Riconoscimenti
- Premio Oscar
  - 1981 – Candidatura alla migliore attrice per Gente comune
- Golden Globe
  - 1981 – Migliore attrice in un film drammatico per Gente Comune
- Primetime Emmy Awards
  - 1966 – Migliore attrice protagonista in una serie commedia per The Dick Van Dyke Show
  - 1973 – Migliore attrice protagonista in una serie commedia per The Mary Tyler Moore Show
  - 1974 – Migliore attrice protagonista in una serie commedia per The Mary Tyler Moore Show
  - 1976 – Migliore attrice protagonista in una serie commedia per The Mary Tyler Moore Show

## Doppiatrici italiane
- Fiorella Betti in Millie
- Roberta Greganti in Mary Tyler Moore
- Maria Pia Di Meo in Gente comune
- Sonia Scotti in Amori e disastri
- Germana Dominici in Keys to Tulsa
- Rita Savagnone in Controcorrente
- Franca D'Amato in Millie (ridoppiaggio)
- Angiola Baggi in Un bianco Natale a Beverly Hills[20]